# Craywick
 Craywick  (en neerlandés Kraaiwijk) es una población y comuna francesa, en la región de Norte-Paso de Calais, departamento de Norte, en el distrito de Dunkerque y cantón de Gravelines.

## Demografía
| 248                       | 228 | 253 | 234 | 293 | 266 | 299 | 315 | 331 | 380 | 383 | 408 | 456 | 517 | 479 | 515 | 463 | 463 | 436 | 426 | 393 | 386 | 377 | 381 | 410 | 413 | 388 | 338 | 404 | 445 | 382 | 464 | 584 |
| (Fuente: Cassini e INSEE) |     |     |     |     |     |     |     |     |     |     |     |     |     |     |     |     |     |     |     |     |     |     |     |     |     |     |     |     |     |     |     |     |